# Avondale (Misuri)
Avondale es una ciudad ubicada en el condado de Clay en el estado estadounidense de Misuri. En el Censo de 2010 tenía una población de 440 habitantes y una densidad poblacional de 1.240,04 personas por km².

## Geografía
Avondale se encuentra ubicada en las coordenadas 39°9′17″N 94°32′43″O / 39.15472, -94.54528. Según la Oficina del Censo de los Estados Unidos, Avondale tiene una superficie total de 0.35 km², de la cual 0.35 km² corresponden a tierra firme y (0%) 0 km² es agua.

## Demografía
Según el censo de 2010, había 440 personas residiendo en Avondale. La densidad de población era de 1.240,04 hab./km². De los 440 habitantes, Avondale estaba compuesto por el 89.09% blancos, el 4.09% eran afroamericanos, el 1.14% eran amerindios, el 0.45% eran asiáticos, el 0.23% eran isleños del Pacífico, el 1.36% eran de otras razas y el 3.64% pertenecían a dos o más razas. Del total de la población el 7.05% eran hispanos o latinos de cualquier raza.